# 5000 IAU
5000 IAU este un asteroid din centura principală, descoperit pe 23 august 1987, de Eleanor Helin.